# 小行星4845
小行星4845（英語：4845 Tsubetsu）是一颗围绕太阳公转的小行星。1991年3月5日，圓館金、渡邊和郎在北见发现了此天体。
这颗小行星的绝对星等为223.8515523551188等。